# Santa Cruz, Nicolás Flores
Santa Cruz är en ort i Mexiko.   Den ligger i kommunen Nicolás Flores och delstaten Hidalgo, i den sydöstra delen av landet, 150 km norr om huvudstaden Mexico City. Santa Cruz ligger 1 577 meter över havet och antalet invånare är 421.
Terrängen runt Santa Cruz är bergig åt nordväst, men åt sydost är den kuperad. Runt Santa Cruz är det ganska glesbefolkat, med 40 invånare per kvadratkilometer. Närmaste större samhälle är Cardonal, 16,4 km söder om Santa Cruz. I omgivningarna runt Santa Cruz växer huvudsakligen savannskog.